# 薩林鎮區 (阿肯色州派克縣)
薩林鎮區（英語：Saline Township）是位於美國阿肯色州派克縣的一個行政鎮區。

## 地方資料
薩林鎮區的面積為81.89平方千米，當中陸地面積為81.41平方千米，而水域面積為0.48平方千米。根據2010年美國人口普查的數據，當地共有人口404人，而人口密度為每平方千米4.93人。